# (4557) Mika
(4557) Mika (1987 XD) – planetoida z pasa głównego asteroid okrążająca Słońce w ciągu 5,26 lat w średniej odległości 3,02 j.a. Odkryta 14 grudnia 1987 roku.